# Sultanmurat Miralijew
Sultanmurat Miralijew, auch  Sultanmurat Miraliyev (* 13. Oktober 1990 in Zelinograd) ist ein kasachischer Radsportler.

## Sportliche Laufbahn
2015 wurde Sultanmurat Miralijew gemeinsam mit Dias Omirtsakow kasachischer Meister im Zweier-Mannschaftsfahren. Im Jahr darauf gelang den beiden Fahrern der Titelgewinn erneut, Miralijew errang zudem noch die nationalen Titel im Scratch, im Punktefahren und in der Einerverfolgung. Bis einschließlich 2022 errang er insgesamt elf nationale Titel.
Beim zweiten Lauf des Bahnrad-Weltcups 2016/17 in Apeldoorn belegte Miralijew den dritten Platz im Punktefahren. 2017 wurde er Asienmeister im Omnium, im Zweier-Mannschaftsfahren belegte er mit Artjom Sacharow Rang zwei. Bei den Asienspielen 2018 errang er mit Assylkhan Turar, Nikita Panassenko und Alisher Zhumakan die Silbermedaille in der Mannschaftsverfolgung. 

## Erfolge
2015
- Kasachischer Meister – Zweier-Mannschaftsfahren (mit Dias Omirtsakow)

2016
- Kasachischer Meister – Scratch, Punktefahren, Einerverfolgung, Zweier-Mannschaftsfahren (mit Dias Omirtsakow)

2017
- Asienmeister – Omnium
- Asienmeisterschaft – Zweier-Mannschaftsfahren (mit Artjom Sacharow)

2018
- Asienspiele – Mannschaftsverfolgung (mit Assylkhan Turar, Nikita Panassenko und Alisher Zhumakan)
- Kasachischer Meister – Omnium

2020
- Kasachischer Meister – Einerverfolgung, Mannschaftsverfolgung (mit Alisher Zhumakan, Dmitriy Potapenko und Ramis Dinmukhametov)

2021
- Kasachischer Meister – Omnium, Zweier-Mannschaftsfahren (mit Andrei Betts)

2022
- Kasachischer Meister – Scratch, Ausscheidungsfahren, Zweier-Mannschaftsfahren (mit Dmitriy Noskow)